# إنسايد مان
إنسايد مان، فيلم إثارة أمريكي إنتاج 2006 أخرجه سبايك لي. يركز الفيلم على صراع حول سرقة بنك في وول ستريت في مدة 24 ساعة. أدى دنزل واشنطن دور المحقق كيث فرانز الذي تولى المفاوضات على فك احتجاز رهائن شرطة نيويورك، وكلايف أوين بدور دالتون رسل العقل المدبر الذي نسّق الصراع، جودي فوستر بدور مادلين وايت الوسيطة المالية من مانهاتن التي تورطت بطلب من مؤسس البنك آرثر كيس الذي لعب دوره كريستوفر بلامر. يمثل هذا الفيلم التعاون الرابع بين دنزل واشنطن والمخرج لي.

## وصلات خارجية
- الموقع الرسمي
- إنسايد مان على موقع IMDb (الإنجليزية)
- إنسايد مان على موقع ميتاكريتيك (الإنجليزية)
- إنسايد مان على موقع الموسوعة البريطانية (الإنجليزية)
- إنسايد مان على موقع روتن توميتوز (الإنجليزية)
- إنسايد مان على موقع نتفليكس (الإنجليزية)
- إنسايد مان على موقع قاعدة بيانات الأفلام العربية
- إنسايد مان على موقع ألو سيني (الفرنسية)
- إنسايد مان على موقع Turner Classic Movies (الإنجليزية)
- إنسايد مان على موقع أول موفي (الإنجليزية)
- إنسايد مان على موقع بوكس أوفيس موجو (الإنجليزية)
- إنسايد مان على موقع أول موفي.